# Mius-Front

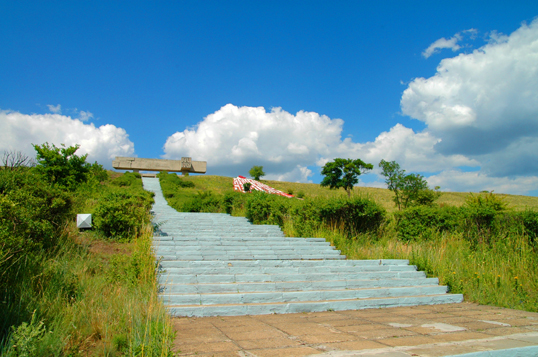
Complejo conmemorativo Mius-Front, cerca de Krasnyi Luch.

El Mius-Front o Mius Stellung (en ruso: Миус-фронт, en ucraniano: Міус-фронт, en alemán: Mius-Stellung, Frente del Miús) fue una línea de defensa fortificada construida por la Wehrmacht de la Alemania nazi a lo largo del río Miús en la Unión Soviética (actual Ucrania y Rusia). Fue construida en octubre de 1941 bajo el mando del general Ewald von Kleist. 
Las tropas soviéticas trataron dos veces de romper esta posición, desde diciembre de 1941 a julio de 1942 y de febrero a agosto de 1943. En verano de 1943, las fortificaciones del Miús constaban de tres líneas de defensa escalonadas sucesivamente de diferente profundidad con una profundidad total de entre 40 y 50 kilómetros. El Ejército Rojo consiguió penetrar la línea en el marco de la ofensiva del Dombás en agosto de 1943 cerca del pueblo Kúibyshevo.

## Construcción

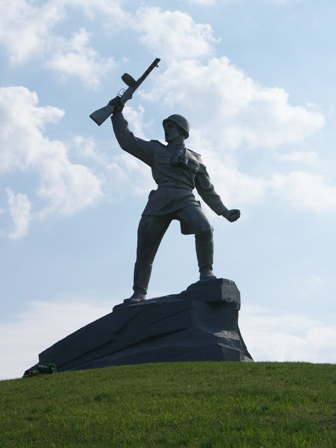
"La ruptura del Frente del Miús", Stepánov.

La línea de fuertes principal comenzaba en la costa del mar de Azov, al este de Taganrog, y seguía a lo largo del curso del río Miús. La profundidad del complejo defenivo alcanzaba los 11 km en algunos lugares. En la construcción de las defensas se involucró a unas 800 localidades en un radio de 45-50 km. Se usaron raíles de minas locales, así como madera de edificios cercanos. La Wehrmacht y la Organización Todt usaron el trabajo forzado de habitantes locales. También se aprovecharon las defensas naturales de la zona (barrancos, desfiladeros), e incluso el kurgán Saúr-Moguila (cerca de Saúrivka, raión de Shajtarsk, óblast de Donetsk). Las defensas consistían en refugios y búnkeres, nidos de ametralladora y posiciones de artillería móviles, seguidos de campos de minas, trincheras, obstáculos blindados y abatís. Los campos minados llegaban a tener una longitud de 200 m. La densidad de los fortines alcanzaba entre 20 y 30 por kilómetro cuadrado.
Una segunda línea de fortificaciones seguía la orilla derecha de los ríos Krinka y Mokri Yelanchik y pasaba a través de Krasni Kut, Manuílovka y Andríyivka. Una tercera línea de defensas se situaba en la orilla derecha del río Kalmius, al este de Stálino, Makíivka y Jórlivka. Estas dos líneas no se vieron involucradas en los combates.